# Lanxess Arena
Lanxess Arena (dříve známá jako KölnArena) je krytý zimní stadion v Kolíně nad Rýnem, Severní Porýní-Vestfálsko. Je používán na lední hokej. Otevřen byl v roce 1998 a může pojmout až 19 000 diváků.
Dne 2. června 2008, bylo oznámeno, že stadion s původním názvem Kölnarena bude přejmenován na Lanxess Arena po dobu deseti let.
V roce 2017 se zde konalo MS v ledním hokeji, základní skupina A, čtvrtfinále, semifinále, boj o 3. místo i finále. V říjnu 2020 aréna hostila dva dodatečně zařazené turnaje tenisového okruhu ATP Tour, bett1Hulks Indoors a bett1Hulks Championship, které se odehrály na tvrdém povrchu Rebound Ace.